# Flessenschieten

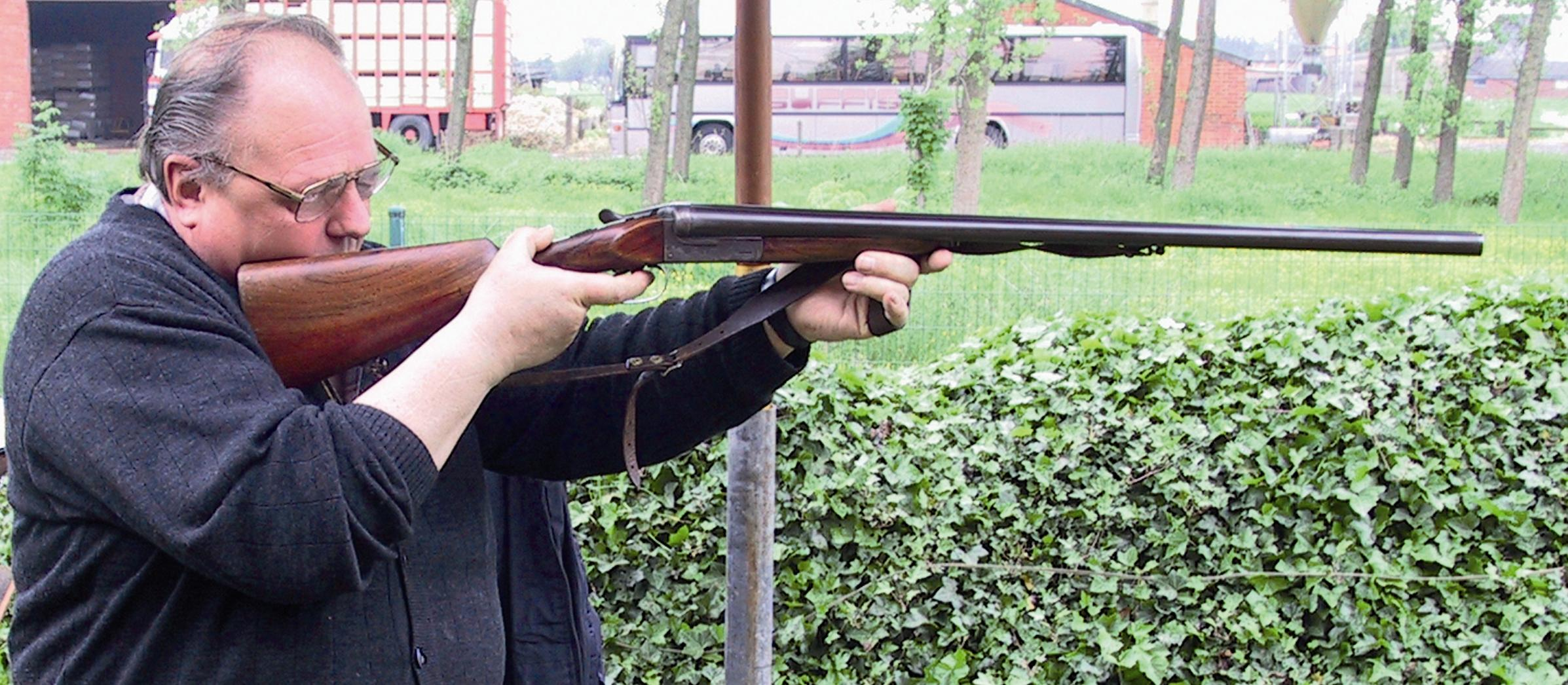
Flessenschutter

Flessenschieten is een traditionele sport die in Vlaanderen beoefend wordt. Het ontstond nadat het schieten op duiven werd verboden.

## Geschiedenis
Vuurwapens kwamen vanaf de 15de eeuw in omloop. Net zoals de meeste wapens werden ze naast het oorlogsgebeuren ook gebruikt voor recreatieve doeleinden.
Nadat het schieten op duiven werd verboden, ontstond samen met het kleiduifschieten ook het flessenschieten met het jachtgeweer. De strenge milieunormen rond geluidsoverlast, bodemvervuiling en veiligheid maken het steeds moeilijker voor de flessenschutters om de nodige vergunningen te bekomen. Flessenschieten met de luchtkarabijn vormt een alternatief voor clubs die de nodige vergunningen niet meer kunnen bekomen.

## Spel en materiaal
Een algemene conditie is een vereiste, maar het zijn vooral zelfbeheersing, concentratie en techniek die doorslaggevend zijn om het tot een goed competitieschutter te brengen. Met een luchtkarabijn proberen de schutters over een afstand van 18 meter flessen stuk te schieten. Met het jachtgeweer varieert de afstand tussen de 40 en 58 meter. De bodem van de fles, die aan de hals opgehangen wordt, moet volledig afgeschoten worden. In tegenstelling tot het flessenschieten met geweer, waar er op de stil hangende en de bewegende fles geschoten wordt, bestaat het flessenschieten met luchtkarabijn slechts uit één discipline: het schieten op de stil hangende fles.

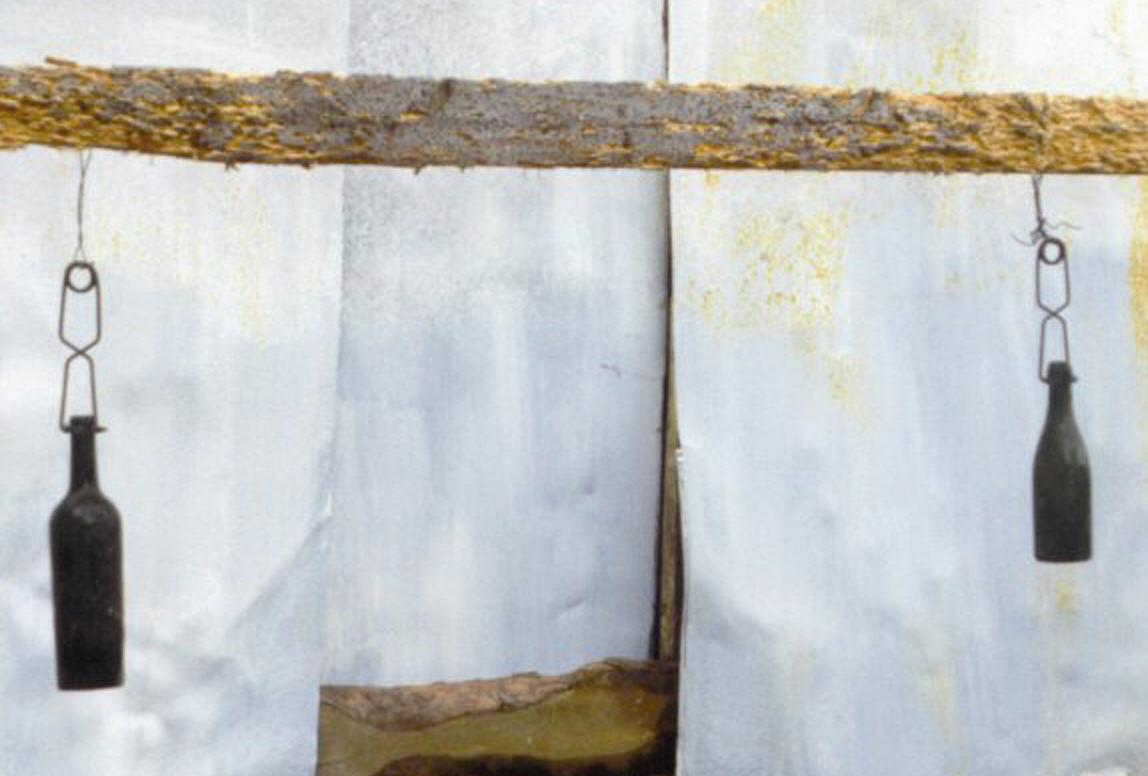
Flessen

## Spelregels
Er wordt geschoten in ronden. Elke flessenschutter probeert in de opzetronde (de eerste ronde) twee flessen te raken met twee patronen, één per fles. Daarna heeft men per ronde één schot op één fles. Wie er niet in slaagt de bodem te laten vallen, die valt af.

## Sportschutterlicentie
Wie wil schieten met een jachtgeweer, heeft daarvoor een sportschutterslicentie nodig. Daarvoor moet er een theoretische en praktische proef afgelegd worden.
Een luchtkarabijn daarentegen is geen vuurwapen. Er is dus geen sportschutterslicentie nodig om te mogen schieten. Hierdoor kunnen ook jongeren (onder begeleiding) veilig leren omgaan met een wapen en leren schieten. Dat de luchtkarabijn bovendien geen terugslag geeft, maakt de drempel lager voor dames.

## Trefpunt
In het zuiden van West-Vlaanderen is de Belgische Flessenschutters Bond - afdeling Vlaanderen al sinds 1972 actief. De clubs organiseren jaarlijks, van eind februari tot november, een regelmatigheidscompetitie met wekelijkse wedstrijden.
De Belgische Flessenschutters Bond - afdeling West-Vlaanderen is lid van VlaS, de vzw Vlaamse Traditionele Sporten.